# Rui Silva
Rui Silva, född 3 augusti 1977, är en portugisisk friidrottare som tävlar i medeldistanslöpning främst 1 500 meter. 
Silva deltog vid VM för juniorer 1996 där han slutade sexa på 1 500 meter. Hans stora genombrott kom under 1998 då han blev europamästare inomhus och tvåa vid EM utomhus i Budapest. Han var i final vid VM inomhus 1999 och slutade där femma. 
Under år 2000 blev han silvermedaljör vid EM-inomhus på 3 000 meter och han deltog även vid Olympiska sommarspelen 2000 i Sydney där han emellertid blev utslagen i försöken. Vid VM-inomhus på hemmaplan i Lissabon 2001 blev han världsmästare på tiden 3.51,06. Utomhus var han i final vid VM i Edmonton samma år slutade där sjua på tiden 3.35,74.
Under 2002 blev han åter europamästare inomhus på tiden 3.49,93. Han blev även bronsmedaljör vid EM i München. Under 2003 blev han femma vid VM i Paris denna gång på tiden 3.33,68. 
Under 2004 blev han silvermedaljör på 3 000 meter vid inomhus-VM i Budapest. Han deltog även vid Olympiska sommarspelen 2004 där han blev bronsmedaljör på tiden 3.34,68. 
Vid VM 2005 blev han bronsmedaljör på 1 500 meter på tiden 3.38,02. Skador gjorde att han missade EM 2006, VM 2007 och Olympiska sommarspelen 2008. Han inledde 2009 med att bli europamästare inomhus på 1 500 meter.

## Personliga rekord
- 1 500 meter - 3.30,07
- 3 000 meter - 7.46,41 (inomhus 7.39,44)